# Attitude (B.O.L.Tのアルバム)
『Attitude』（アティチュード）は、2021年9月1日にEVIL LINE RECORDSから発売されたB.O.L.Tの2ndアルバム。シングルの表題曲「Don't Blink」「スマイルフラワー」と、新録曲8曲、カバー1曲の全11曲を収録している。

## 概要
B.O.L.Tが2021年9月1日にリリースした2ndアルバム。初回限定盤A（KICS-94012、スリーブ仕様）、初回限定盤B（KICS-94013、デジパック仕様）、通序盤（KICS-4012）の3形態で発売する。初回限定盤Aには楽曲「Yummy!」のMUSIC VIDEOとメイキングを収録したBlu-rayが付属。初回限定盤Bには「SHAONKAI〜あやなの（小6）小学生ラストライブヤリマス!!!!〜@新宿BLAZE(2021.3.27)ダイジェスト映像」を収録したBlu-rayが付属する。
シングルの表題曲「Don't Blink」「スマイルフラワー」と、新録曲8曲、ボーナストラックとしてDragon Ash「HOT CAKE」カバーの全11曲を収録する。
B.O.L.Tの新たな「Attitude（＝姿勢）」を示すという位置づけのアルバム。メンバー一人ひとりが、よりアクティブに世界に向けて行動を発信していくことを意識した楽曲で構成されている。
高井千帆はアルバムのテーマ「one move,one passion」について、「全身のいろんなパーツに当てはまる楽曲が並んでいて、そこから私たちがこういうアクションを起こしていくからね！っていう意思や姿勢を打ち出しているんです」とコメントしている。
楽曲制作には、松崎兵太（SHANK）、Shun（TOTALFAT）、Jose（TOTALFAT）、Misaki（SpecialThanks）、渡辺裕貴（SonoSheet）、Chisa（Lucie, Too）ら多彩な面々が参加している。
2021年6月29日に配信したオンラインライブ「B.O.L.T Your Choice Online Live」にて本作のリリースを発表した。
8月11日に公開された新しいアーティストビジュアルは、今までのB.O.L.Tのイメージを覆し、それぞれの個性を活かしたビビッドなデザインとなっている。
8月16日に公開したジャケット写真は、カラフルでポップなアルバム衣装に包まれたメンバーが、先行配信楽曲「未完成呼吸」「Yummy!」のLPジャケットを抱えたアートワークになっている。
衣装のデザインはファッションデザイナーの廣岡大助が担当。アートディレクターからは「4人バラバラの衣装にしたい」「『ザ・アイドル服』ではなく、普段着っぽい感じもあり、且つライブ等、ステージでも映えるもの」「ポップなイメージ」との要望があった。
9月1日に全曲試聴トレーラー動画を公開。9月10日にメンバーが全収録曲を解説するラジオ番組「B.O.L.Tのらじお☆あてぃちゅーど」前編、9月24日に後編を公開した。
本作は2021年9月13日付のオリコン週間アルバムランキングにて16位を獲得した。

## 収録曲
収録曲は全11曲。（B.O.L.T：内藤るな、高井千帆、青山菜花、白浜あや）
| #   | タイトル              | 作詞                         | 作曲                 | 編曲          |
| --- | --------------------- | ---------------------------- | -------------------- | ------------- |
| 1.  | 「スマイルフラワー」  | Misaki                       | Misaki               | SpecialThanks |
| 2.  | 「まわりみち」        | YouSee                       | 松崎兵太             | 松崎兵太      |
| 3.  | 「Catch The Rainbow」 | ツキダタダシ                 | ツキダタダシ         | ツキダタダシ  |
| 4.  | 「USHIRO-META-I」     | HASEGAWA Ryo Shiraki         | Ryo Shiraki 石川陽泉 | 石川陽泉      |
| 5.  | 「Yummy!」            | SHUN（TOTALFAT）             | SHUN（TOTALFAT）     | TOTALFAT      |
| 6.  | 「Don't Blink」       | Jose（TOTALFAT）             | Jose（TOTALFAT）     | TOTALFAT      |
| 7.  | 「JUST NOD」          | Chisa（Lucie, Too） 桑原永江 | Chisa（Lucie, Too）  | Lucie, Too    |
| 8.  | 「未完成呼吸」        | 只野菜摘                     | 松崎兵太             | 松崎兵太      |
| 9.  | 「Hear You」          | 渡辺裕貴                     | 渡辺裕貴             | SonoSheet     |
| 10. | 「Please Together」   | 服部祐希                     | 服部祐希             | 服部祐希      |
| 11. | 「HOT CAKE」          | 降谷建志                     | 降谷建志             | SpecialThanks |

### スマイルフラワー
- 作詞・作曲：Misaki、編曲：SpecialThanks。
- 2021年5月19日にリリースした2ndシングルの表題曲。
- テレビ朝日「イベ検」4月クール OPテーマ
- テーマは「笑顔」[15]

### まわりみち
- 作詞：YouSee、作曲・編曲：松崎兵太（SHANK）。
- テーマは「歩く」[15]

### Catch The Rainbow
- 作詞・作曲・編曲：ツキダタダシ。
- テーマは「腕を振る・掴む」[16]
- 「〜キミはひとりじゃない〜文化放送 受験生応援キャンペーン」キャンペーンソング[17]

### USHIRO-META-I
- 作詞：HASEGAWA・Ryo Shiraki、作曲：Ryo Shiraki・石川陽泉、編曲：石川陽泉。
- テーマは「背負う・背伸び」[16]

### Yummy!
- リードトラック。作詞・作曲：SHUN（TOTALFAT）、編曲：TOTALFAT。
- 2021年8月13日に先行配信開始。
- 楽曲を提供したTOTALFATのSHUNは「B.O.L.Tのアルバムリードトラック「Yummy!」書かせていただきました。自分が生み出した曲を、若いエナジーいっぱいに力強く体現してくれた４人に感謝！B.O.L.Tがこれまで共に歩んできたファンの皆さんと、そしてこれから出会うファンとともに高みへと駆け上がっていけるように想いを込めて書きました。ぜひ聴いてください！」とコメントしている[18]。
- 初回限定盤Aに「Yummy! MUSIC VIDEO」「Yummy! MUSIC VIDEO メイキング」を収録したBlu-rayが付属する。
- 2021年8月13日にMUSIC VIDEO[19]を公開した。ディレクターは映像作家のZUMI、振付は竹中夏海。8月26日にはミュージックビデオのメイキングダイジェスト映像[20]も公開。
- MUSIC VIDEOはメンバーが料理にチャレンジするシーン、ロックなサウンドに合わせたメイクでのリップシンクシーン、河川敷でフレッシュに踊るダンスシーンの3要素で構成されている。衣装はアーティストビジュアルのとは異なるミュージックビデオ用のエプロン衣装がある[21]。
- テーマは「食べる」[16]
- 株式会社ブートロック「リミスタアプリWeb CM第二弾 B.O.L.T編」CMソング[22]

### Don't Blink
- 作詞・作曲：Jose（TOTALFAT）、編曲：TOTALFAT。
- 2020年12月9日にリリースした1stシングルの表題曲。
- BSテレ東テレビドラマ「どんぶり委員長」の主題歌。
- テーマは「瞬き・ウインク」[15]

### JUST NOD
- 作詞：Chisa（Lucie, Too）・桑原永江、作曲：Chisa（Lucie, Too）、編曲：Lucie, Too
- テーマは「うなずく」[16]

### 未完成呼吸
- 作詞：只野菜摘、作曲・編曲：松崎兵太（SHANK）。振付は石川ゆみ。
- 2021年7月30日に先行配信[23]。
- テーマは「呼吸・深呼吸」[15]

### Hear You
- 作詞・作曲：渡辺裕貴、編曲：SonoSheet。
- テーマは「耳を澄ます」[16]

### Please Together
- 作詞・作曲・編曲：服部祐希。
- 2021年8月27日に先行配信開始。
- テーマは「土下座」[16]。「Together」と「土下座」を掛けている[16]。

### HOT CAKE
- 作詞・作曲：降谷建志、編曲：SpecialThanks。
- Dragon Ashが1999年にリリースしたアルバム「Viva La Revolution」に収録されている楽曲をカバー。B.O.L.Tにとってカバー曲をCDに収録するのは初。
- ディレクターの長島幸司は「この曲って全部を4人均等で歌えるんですよ。今だからこそ歌わせたいなと。」と狙いを語った[16]。

## SHAONKAI〜あやなの（小6）小学生ラストライブヤリマス!!!!〜
2021年3月27日、新宿BLAZEにて二部制のワンマンライブ「SHAONKAI〜あやなの（小6）小学生ラストライブヤリマス!!!!〜」を開催した。
一部は謝恩会をテーマとして、通常のライブパフォーマンスに加えて「あやなの小学校6年間思い出メドレー」「決意の小6ピアニカ・リコーダーセッション」などが行われた。二部はがっつりライブとなり、アンコールでは新曲「スマイルフラワー」が初披露された。
2ndアルバム『Attitude』初回限定盤Bに「SHAONKAI〜あやなの（小6）小学生ラストライブヤリマス!!!!〜@新宿BLAZE(2021.3.27)ダイジェスト映像」を収録したBlu-rayが付属する。2021年8月30日にダイジェスト映像のティザー動画を公開した。

### ダイジェスト映像の収録内容
一部
1. 星が降る街
2. Don't Blink
3. みにちあ応援歌
4. 夜更けのプロローグ
5. 宙に浮くぐらい
6. SLEEPY BUSTERS
7. SLEEPY BUSTERS
8. 決意の小6ピアニカ・リコーダーセッション
9. 寝具でSING A SONG
10. 足音
一部 ENCORE
EN1. 淡い空
EN2. ここから
二部
1. axis
2. 淡い空
3. 夜更けのプロローグ
4. Don't Blink
5. 宙に浮くぐらい
6. 寝具でSING A SONG
7. SLEEPY BUSTERS
8. 足音
9. わたし色のトビラ
10. 星が降る街
11. BON-NO BORN
12. スーパースター
二部 ENCORE
EN1. スマイルフラワー
EN2. ここから